# Mai Đăng Chơn
Mai Đăng Chơn (1918 – 1969) là một nhà cách mạng người Việt Nam, anh hùng lực lượng vũ trang nhân dân thời kỳ Kháng chiến chống Mỹ.

## Sự nghiệp
Mai Đăng Chơn sinh năm 1918 tại làng Trà Lộ, huyện Hòa Vang nay là phường Hòa Hải, quận Ngũ Hành Sơn. Năm 19 tuổi, ông  tham gia cách mạng trong phong trào Mặt trận Dân chủ ở Đà Nẵng những năm 1936 đến 1939.
Tháng 8 năm 1945, ông tham gia lãnh đạo cướp chính quyền trong Cách mạng Tháng Tám và được cử làm Chủ tịch Ủy ban Nhân dân Cách mạng lâm thời khu Hồng Phong (tức tổng An Lưu). Tại nhà lao Hội An, Mai Đăng Chơn bị tra tấn khi bị địch bắt giữ vào tháng 12 năm 1956. Tháng 8 năm 1958, nhờ sự giúp đỡ của cơ sở bí mật, ông đã vượt ngục, trở về căn cứ và công tác ở miền Tây tỉnh Quảng Nam.
Tháng 2 năm 1946, ông giữ chức Ủy viên Ủy ban Nhân dân huyện Hòa Vang. Sau hơn 6 năm (tháng 5 năm 1952) thì được làm Bí thư Huyện ủy Hòa Vang kiêm Chính trị viên Huyện đội. Tháng 1 năm 1960, ông được bầu làm Tỉnh ủy Quảng Nam, Bí thư Huyện ủy Hòa Vang. Từ tháng 6 năm 1963 đến 1967 là Thường vụ Tỉnh ủy. Năm 1967 - 1968 ông làm Phó Bí thư Đặc khu ủy Quảng Đà, Phó Chính ủy Mặt trận 4.
Tháng 02 năm 1968, ông hy sinh trong cuộc tổng tấn công và nổi dậy Xuân Mậu Thân tại Đà Nẵng.

## Vinh danh
Tháng 8 năm 2022, Ủy ban nhân dân quận Ngũ Hành Sơn khánh thành tượng bán thân của ông tại Khu công viên phía tây Nghĩa trang liệt sĩ phường Hòa Quý. Tựng được chế tác với chất liệu đá trắng nguyên khối, cao 3,5m.
Tên của ông được đặt cho môt con đường tại quận Ngũ Hành Sơn.
Tháng 4 năm 2025, kênh truyền hình Al Jazeera phát sóng bộ phim tài liệu Vietnam: 50 Years of Forgetting nhân dịp 50 năm Sự kiện 30 tháng 4 năm 1975. Bộ phim do đạo diễn Mai Huyền Chi, cháu nội của nhà cách mạng Mai Đăng Chơn, thực hiện, với sự sản xuất của Paul Sapin và Thy Trang. Dựa trên câu chuyện gia đình, bộ phim ghi lại hành trình cá nhân của Chi khi cô khám phá những tác động kéo dài của Chiến tranh Việt Nam đối với nhiều thế hệ người Việt Nam ngày nay, qua đó đặt ra những câu hỏi về ký ức, sự hòa giải, và cách lịch sử được kể lại từ nhiều phía..

## Gia đình
Mai Đăng Chơn có bốn người con, hai trai và hai gái.